# 東嬉野村
東嬉野村（ひがしうれしのむら）は、佐賀県藤津郡にあった村。現在の嬉野市の一部にあたる。

## 地理
塩田川の右岸に位置していた。

## 歴史
- 1889年（明治22年）4月1日、町村制の施行により、藤津郡下野村、岩屋川内村が合併して村制施行し、東嬉野村が発足[1][2]。旧村名を継承した下野、岩屋川内の2大字を編成[2]。
- 1933年（昭和8年）4月1日、藤津郡嬉野町と合併し、嬉野町が存続して廃止された[1][2]。合併後、嬉野町大字下野・岩屋川内となる[2]。

## 産業
- 農業[2]
- 産物：米、茶、繭、甘藷[2]